# Pueblo suevo

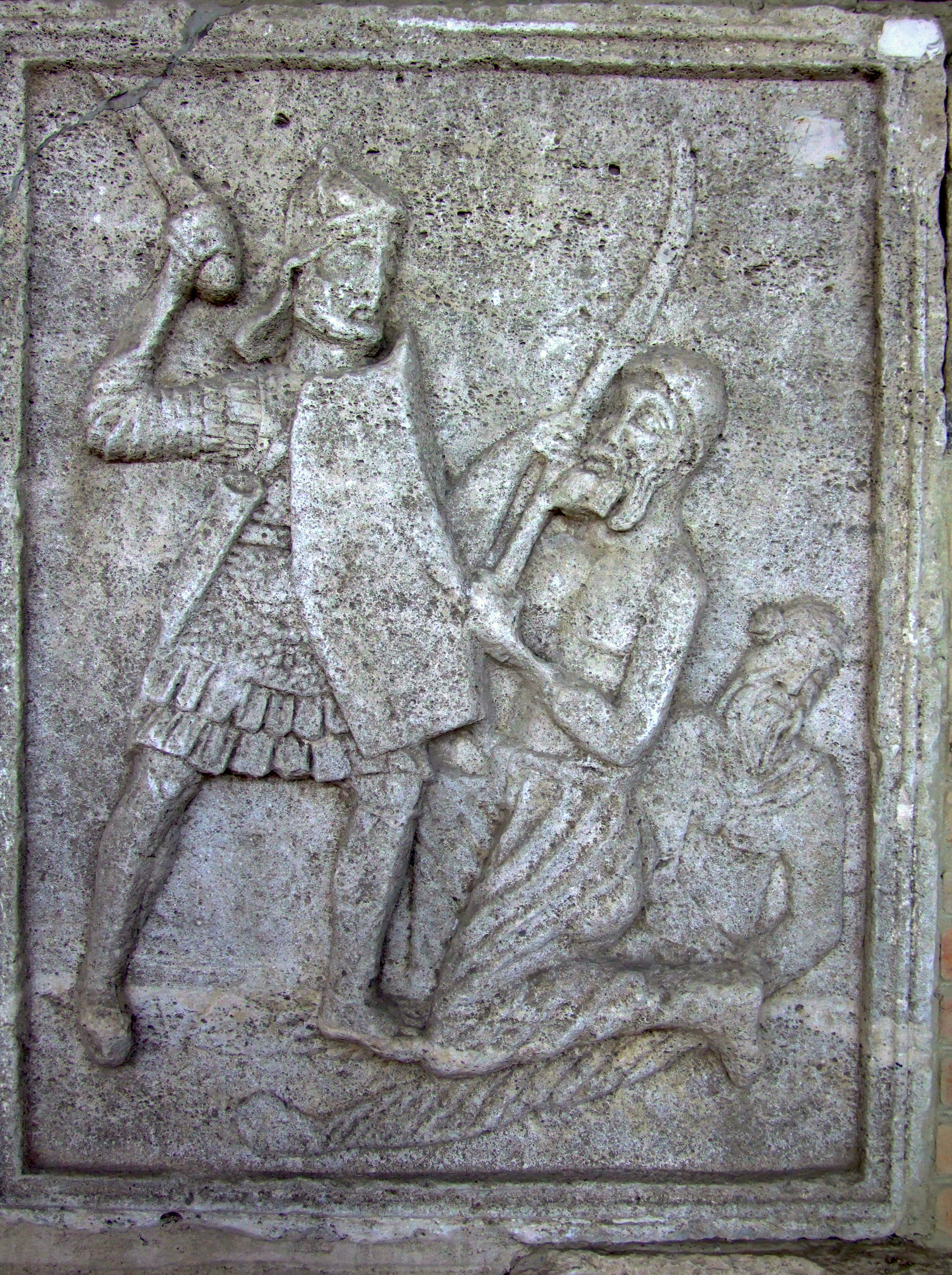
Legionario romano en posición de combate a punto de herir a un guerrero dacio con su típica espada curva, Detrás se ve a un guerrero con el típico nudo suevo en el cabello, abatido en el suelo.

Los suevos (en latín: suebi o suevi, en griego antiguo: Σούηβοι/Σόηβοι So(u)ēboi) eran un gran grupo de pueblos germánicos mencionado por primera vez por Julio César en el marco de la campaña de Ariovisto en la Galia, c. 58 a. C. Mientras que César los trataba como a una tribu germánica, aunque la mayor y más belicosa, autores posteriores como Tácito, Plinio el Viejo y Estrabón especificaron que los suevos «no son, como los catos o téncteros, constituyentes de una sola nación». En realidad ocupaban más de la mitad de Alemania y se dividían en una serie de tribus distintas bajo nombres diferentes, aunque todos en general eran llamados suevos. En un momento, la etnografía clásica había aplicado el nombre de suevos a tantas tribus germánicas que parecía como si en los primeros siglos este nombre nativo reemplazaba el nombre extranjero germanos.
Autores clásicos observaron que las tribus suevas, en comparación con otras tribus germánicas, eran muy móviles y no dependían de la agricultura. Varios grupos suevos abandonaron la ubicación del mar Báltico, convirtiéndose en una amenaza periódica para Roma. Hacia el final del Imperio, los alamanes, también conocidos como suevos, se asentaron en los Agri Decumates y luego cruzaron el Rin y ocuparon Alsacia. Un grupo permaneció en la región que hoy todavía se llama Suabia, un área en el suroeste de Alemania, cuyo nombre actual deriva de los suevos. Otros se trasladaron hasta Gallaecia (actuales Galicia, Asturias y León en España, y el norte de Portugal) y establecieron un reino allí que duró 170 años hasta su sometimiento por los visigodos y posterior integración en el Reino visigodo de Toledo.
Etimólogos trazan el nombre del protogermánico *swēbaz, ya sea basándose en la raíz protogermánica *swē- que significa «uno mismo» pueblo, o en la tercera persona del pronombre reflexivo; o desde una anterior raíz indoeuropea *swe-. Las fuentes etimológicas enumeran los siguientes nombres étnicos también de la misma raíz: suiones, semnones, samnitas, sabelli, sabinos, lo que indica la posibilidad de un nombre étnico indoeuropeo anterior, «nuestra propia gente». Alternativamente, puede haber sido tomado de una palabra celta para «vagabundo».
Su población a inicios del siglo V era de 20 000 a 25 000 personas (de ellas, entre seis y siete mil guerreros), cuando cruzaron el Rin; quizás entre 30 000 y 40 000 personas al fundar su reino en la actual Galicia.

## Las migraciones de los suevos

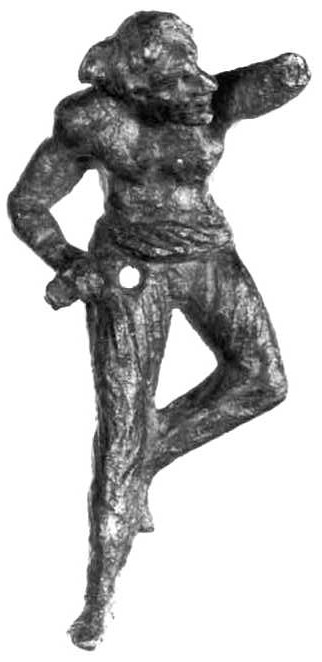
Estatuilla romana de bronce que representa a un guerrero suevo, encontrada en Apt, Francia.

En sus migraciones, los suevos se dirigieron hacia el sur y el oeste de Europa, quedándose un tiempo en el territorio de la Alemania actual. Todavía existe una región alemana llamada Suabia (Schwaben, cuyos habitantes en castellano actual se llaman suabos) que viene a equivaler a una parte del antiguo reino de Wurtemberg, en el actual estado federado de Baden-Wurtemberg, y la zona sudoccidental de Baviera, con centros en Stuttgart, Ulm, Tubinga y Augsburgo, entre otros. Asimismo, en Galicia existen dos parroquias de nombres suevos, en las comarcas de La Coruña y La Barcala, y cuatro pequeñas poblaciones más con dicha denominación. 

### Entrada en el Imperio romano y asentamiento en Hispania
Dirigidos por su rey Hermerico, en diciembre de 406 y en compañía de otros pueblos germánicos cruzaron el Rin, que estaba helado, a la altura de Maguncia, penetrando en el Imperio romano de Occidente. Durante dos años se movieron a sus anchas por las Galias, dedicándose al saqueo y al pillaje. En 409, junto con vándalos y alanos penetraron en Hispania, atravesando el Pirineo Occidental. Estos pueblos asolaron el norte de la península, hasta que en 411 suevos y vándalos silingos se asentaron en la provincia de Gallaecia, firmando un pacto (foedus) con el emperador Honorio por el que el territorio se convertía en federado de Roma como regnum (reino) y los suevos obtenían la ciudadanía romana, pasando a ser romanos (por el Edicto de Caracalla) y estableciendo su centro político en Bracara Augusta (actual Braga, en Portugal). Debido a su escaso número, los suevos vivieron agrupados.

## El Reino suevo

Reino suevo (ss. V-VI)
Límites del Reino suevo
Área con cambio de dominio
Límites de provincias romanas

Los reyes suevos se extienden desde Hermerico hasta Andeca, que en 585 fue derrotado por el rey visigodo Leovigildo. En su Historia Sueborum, Isidoro de Sevilla deja constancia de que el Regnum Sueborum duró exactamente 177 años y fecha erróneamente su inicio en el 408 (ya que los suevos no penetraron en la península ibérica hasta el año 409).
Para este período, o al menos para gran parte del mismo, las fuentes principales son las obras de Isidoro de Sevilla y las de dos cronistas testigos de los acontecimientos que relatan: Hidacio, obispo de Chaves (Portugal) nacido en los alrededores del actual Xinzo de Limia (Orense), y Paulo Orosio, natural de Braga.

### Primera etapa (hasta 469)

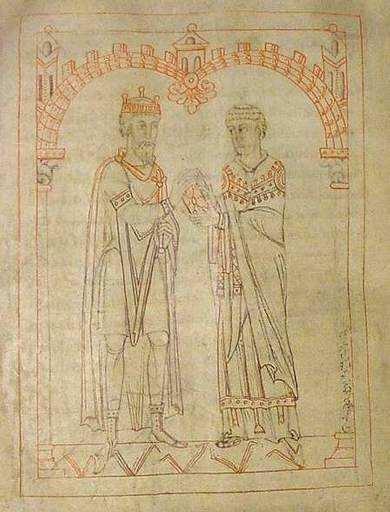
Miniatura medieval que representa a Martinus Braccarensis con Miro, rey de Galicia, en el libro Martinus', titulado "De virtutibus quattuor (f 109V-115v.)". Actualmente se encuentra en la Biblioteca Nacional de Austria. Año 1145

El área territorial del reino de los suevos fue variando con el tiempo. En un principio, el grueso de la población sueva se cree que se asentó entre la desembocadura del Duero y la ría de Vigo. Tras la marcha de los visigodos de la Península en 418, los vándalos se enfrentan a los suevos, derrotándolos en la batalla de los montes Nervasos, y sólo la intervención de los romanos los salva del desastre. Los vándalos abandonan posteriormente la Península para instalarse en África, dejando a los suevos como único pueblo bárbaro en Hispania. Requila comenzó una etapa de expansión, logrando tener bajo su control toda la península salvo la Tarraconense (en poder del Imperio romano). Trasladó su capital de Braga a la capital lusitana, Mérida, y derrotó en 446 a Vito, general romano que intentó parar la expansión sueva. En 453 Requiario, su sucesor, firma la paz con los romanos, entregándoles la Cartaginense, pero en 456 decide pasar a la ofensiva invadiéndola. Esto provoca la intervención de los visigodos, que derrotan a los suevos en la batalla del río Órbigo (456, cerca de la actual Astorga). Los visigodos persiguieron a los fugitivos hasta Braga, que saquearon, y ejecutaron a Requiario, al que habían capturado, dejando como rey a Agiulfo, que cometió innumerables tropelías, provocando una guerra civil que traería un periodo de caos en el reino. Esto impidió una ulterior expansión del reino suevo, que a partir de ese momento quedaría limitado al noroeste de la península ibérica.

(...) de aquí tuvo principio y se originó borrar el Dragón verde y León rojo (armas de los Reyes suevos que al tiempo tenían en este Reyno su corte), y trasladar al dorado campo del escudo de sus armas, la Hostia, no dentro de vaso Sacramental oculta (...)

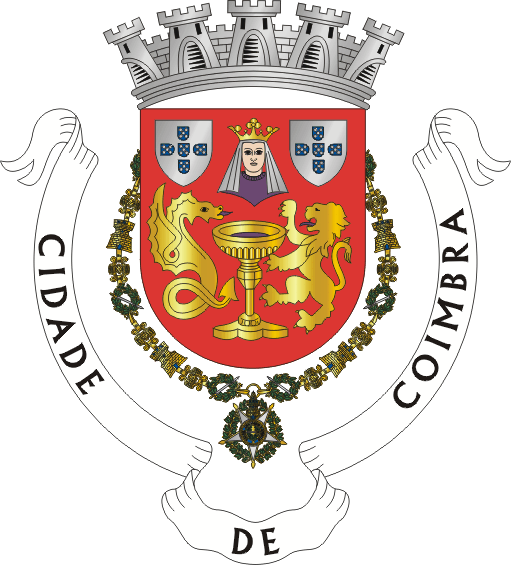
Escudo de armas de la ciudad de Coímbra en su configuración del siglo XV. Según una leyenda local atribuida a Bernardo de Brito, el dragón heráldico representaría el emblema del rey suevo Hermerico, mientras que el león sería el del rey Ataces de los alanos. Estos símbolos fueron considerados por la comisión de la Catedral de Lugo, según atestigua un documento presentado el 15 de febrero de 1669 a la Junta del reino y recopilado en 1927 por el historiador Pablo Pérez Costanti, en su obra Notas Viejas Galicianas, editada por la Xunta de Galicia, durante el debate sobre los símbolos del Reino de Galicia: (...) de aquí tuvo principio y se originó borrar el Dragón verde y León rojo (armas de los Reyes suevos que al tiempo tenían en este Reyno su corte), y trasladar al dorado campo del escudo de sus armas, la Hostia, no dentro de vaso Sacramental oculta (...).

En los años siguientes se sucedieron las luchas entre distintos pretendientes al trono, con una activa participación visigoda. Remismundo consiguió unificar el reino, y durante su reinado los suevos se convirtieron al arrianismo.

### Período oscuro (469-558)
Entre 469 y 558 hay una laguna histórica debido a la escasez de fuentes. Solo consta el nombre del rey Teodemundo y el Obispo Abasi Guisande.

### Etapa final (558-585)
A mediados del siglo VI el rey Charriarico, Karriarico o Carriarico (c. 550-559) introdujo el catolicismo, según el testimonio de Gregorio de Tours, al invocar a San Martín de Tours, gracias a cuya intercesión un hijo del rey se habría curado de una grave enfermedad, tras lo cual se trajeron unas reliquias del santo al reino suevo. La sustitución del arrianismo por el catolicismo pudo llevar aparejadas situaciones de tensión de las que, sin embargo, no hay noticias. Isidoro cita como primer rey católico a Teodomiro (559-570).
Asimismo, a finales del siglo V y principios del VI, contingentes de población celta procedentes de Gran Bretaña y huyendo de las invasiones anglosajonas se instalan en la costa lucense, aproximadamente entre el río Eo y la ría de Ferrol. Esta población se organizó en torno a una diócesis propia con sede en Britonia (lugar que los expertos identifican habitualmente con la actual parroquia de Santa María de Bretoña, ubicada en el municipio lucense de Pastoriza). Su relación con los asuntos del reino queda atestiguada por la participación de su obispo Mailoc en los Concilios de Braga de los años 561 y 572.
En tiempo de Charriarico parece haber predicado en el reino suevo otro Martín, San Martín Dumiense o de Braga (c. 520-580), luego arzobispo de Braga, de quien se dice que realizó la conversión de muchos suevos arrianos (quizás Gregorio de Tours confunda a ambos santos) y que influyó notablemente en Teodomiro, al principio de cuyo reinado (hacia 560), cuando ya se había consolidado el catolicismo, fundó varios monasterios en el reino, entre ellos el de Dumium cerca de Braga, del que fue abad hasta que los obispos del reino lo aclamaron como obispo (metropolitano) de Braga en 567.
En el año 575 Leovigildo, rey de los visigodos, penetró en las montañas de la actual provincia de Orense, que aparentemente deberían haber estado bajo control del rey de los suevos. A caballo entre los territorios actualmente leoneses —donde los visigodos aún no habían establecido su poder antes de 573 (y que debieron independizarse después de 457)— y las tierras de los suevos, habían surgido señoríos locales de vinculación incierta, probablemente iniciados después de 457, al debilitarse el reino suevo, y consolidados posteriormente hasta lograr una independencia efectiva (el reino suevo no había intentado combatir con los visigodos ni siquiera en los momentos de mayor debilidad de estos, con Atanagildo, cuando otros rivales aparentemente menos poderosos se atrevían a desafiarle). Y tampoco consta que intentarán someter en ningún momento las regiones asturleonesas, que antes les habían pertenecido y luego debieron autogobernarse, ni Cantabria, donde en cambio penetraban los vascones. En esta zona de la actual Orense, Leovigildo hizo prisionero a un señor local (loci senior) llamado Aspidius, junto a su esposa e hijos, y se adueñó de sus dominios. Aspidius gobernaba al parecer sobre un pueblo conocido por araucones o aregenses, que dieron nombre a las montañas de la zona.

Regnum Visigothorum hacia 560.

No se sabe si fue a consecuencia de ello que estalló en 576 una guerra con los suevos o que, como parece más probable, la conquista del dominio de Aspidius fuera ya el primer episodio de la misma, tras la cual Leovigildo continuaría su progresión. El rey suevo Miro (570-583) solicitó la paz, probablemente basada en un reconocimiento del poder visigodo en los dominios de Aspidius y quizás otros territorios, accediendo a ella Leovigildo. Pudo influir en el ánimo del rey el conocer la noticia de la rebelión de los campesinos de la Oróspeda Occidental (Sierra Morena). La paz quedó firmada el 577 probablemente con un vasallaje suevo al reino visigodo.
Unos años después, el rey suevo Miro marcha con su ejército a territorio visigodo para ayudar, según algunos autores, al rebelde Hermenegildo contra su padre Leovigildo. Fueron cercados y Miro tuvo que rendirse y jurar fidelidad al rey visigodo. Según otros autores, Miro llegó con sus tropas, tomó parte en las operaciones al lado de su supremo señor Leovigildo y contribuyó a la conquista de Sevilla. Juan de Biclaro asegura que se permitió a Miro entrar en Sevilla, donde murió poco después (583), pero Gregorio de Tours afirma que se retiró a sus dominios en Gallaecia, falleciendo este mismo año. Para Isidoro de Sevilla, en su Historia de los suevos, y para Juan de Biclaro, Miro acudió en ayuda de Leovigildo; puede suponerse que su ejército tuvo que participar en las operaciones de sitio de Sevilla, desde el principio o una vez derrotado. Si Miro tomó parte en el sitio de Sevilla al lado de Leovigildo, entraría en la ciudad el 583 y moriría poco después, aunque podría ser cierta la versión de Gregorio de Tours indicando que se retiró a sus dominios (tal vez ya estaba enfermo), dejando quizás a una parte de su ejército en Sevilla, muriendo nada más llegar, el mismo año 582. Si, como dice Gregorio de Tours, ayudaba a Hermenegildo, sería derrotado, pudiendo entrar en Sevilla (por concesión del rey), donde murió en 582 o 583 (antes o después de la toma de la ciudad por el rey) o pudo retirarse a sus dominios el mismo 582, muriendo el 582, o bien ya el 583 después de la conquista de Sevilla.
A partir de 583 o 584 reinó en el reino suevo Eborico, hijo del rey Miro que había jurado fidelidad a Leovigildo mediante un tratado antes de morir. Eborico firmó un acuerdo de paz con Leovigildo, según Gregorio de Tours, lo cual debió acontecer en 583. Hacia el año 584, el rey suevo fue destronado por su cuñado Andeca (Odiacca) y encerrado en un monasterio. El nuevo rey casó con la esposa de Eborico, llamada Sisegutia, sin que se sepa si Andeca se había separado o enviudado de su matrimonio anterior (con la hermana de Eborico). Pero Leovigildo reaccionó y en 585, simultáneamente a la guerra con Borgoña (que llevó su hijo Recaredo), invadió el reino suevo, lo devastó y capturó a Andeca, al que hizo tonsurar (entrar a formar parte de la clerecía), lo que le inhabilitaba para reinar, y lo envió a Pax Julia (Beja). Además, las naves que hacían las travesías comerciales entre el reino suevo y los territorios francos pertenecientes a Gontrán de Borgoña, fueron destruidas. El tesoro real suevo cayó en poder del vencedor, y los territorios del reino suevo pasaron a ser posesión visigoda, convirtiéndose en una nueva provincia. Como los suevos se habían convertido al catolicismo durante el reinado de Teodomiro, padre de Miro, Leovigildo restauró el arrianismo, y se sabe que se restablecieron obispados arrianos en los territorios suevos (seguramente doce), pues cuatro obispos se convirtieron después al catolicismo en el III Concilio de Toledo en 589; los obispos arrianos nombrados por el rey visigodo convivieron con los católicos.
Apenas el rey visigodo salió del país, los suevos se rebelaron y aclamaron como rey a un noble llamado Malarico. Pero la rebelión fue sofocada por fuerzas visigodas sin necesidad de la intervención de Leovigildo.

## Esplendor cultural suevo
Las fuentes de la época coinciden en reconocerle al reino suevo-galaico un elevado nivel cultural, alcanzado seguramente en varios campos, aunque hagan más hincapié en la sabiduría y destreza literaria de San Martín Dumiense.
La producción literaria de Martín Dumiense se extendió a los campos canónico, litúrgico y ascético-moral. Casi todas sus obras tienen un destinatario concreto, lo cual revela la intensa actividad intelectual que, con centro en Dume (y en Braga cuando Martín asume la dignidad metropolitana), irradia por Galicia en todas direcciones, en especial hasta las sedes episcopales.
Apenas más se sabe de la vitalidad artística y cultural de la Galicia del siglo VI y se padece una desorientación en lo referente a la actividad constructora.
No se pone en duda la transmisión hasta la actualidad de una cantidad relativamente abundante de obras menores, entre las que destacan las laudas sepulcrales, procedentes de diferentes necrópolis (algunas tan relevantes como las de San Martín de Ogrobe, y sobre todo la descubierta en el subsuelo de la catedral de Santiago de Compostela). Ya Sarmiento identificó las denominadas "laudas de estola" como propias del período germánico (entre los siglos VI y VII) y hoy en día también mantiene Schlunk la autoría sueva, destacando la lápida procedente de Tui con la inscripción HIC REQUIESCAT MODESTA como una de las escasísimas muestras de escritura de aquel momento. Este mismo autor enumera piezas de orfebrería (pendientes, broches) encontradas en diferentes lugares del reino que califica como bizantinas, confirmación de tendencia general mantenida en el reino por el siglo VI, así como de contactos culturales con el Mediterráneo.
El II concilio bracarense (convocado por el rey suevo Miro en 572) incluye disposiciones relativas a la consagración de las iglesias existentes y a la construcción de otras nuevas iglesias. De ello se deduce que muchas ya existían (ya fuese desde el Bajo Imperio romano o desde la conversión que tuvo lugar en el siglo V) y que a lo largo del siglo VI se desenvolvió una actividad constructora y reconstructora intensa, impulsada por una iglesia fortalecida por la monarquía católica sueva (entonces los visigodos eran arrianos). Se conservan algunas iglesias, como la futura catedral de Orense, de 550, o el palacio episcopal de Iria Flavia, de 572; la de San Martiño de Churío (Irixoa, Betanzos) y la de San Pedro de Rocas (Orense). Por tanto, muchas de las iglesias catalogadas como visigodas en el territorio de la vieja Gallaecia pueden ser suevas antes que visigodas.
Los supuestos motivos célticos (transmitidos posteriormente a lo largo del románico gallego) hablan de una hechura autóctona, pero la influencia oriental o bizantina cobra mayor lógica en el contexto del siglo VI, cuando los contactos del reino suevo apuntan en esa dirección. Díaz y Díaz reconoce que esos contactos establecidos por la Galicia del siglo VI con Oriente permiten explicar ciertos detalles de las obras artísticas gallegas. Por eso no debe extrañar que algún autor tenga catalogada la iglesia de Montelios como suevo-bizantina, atendiendo a un criterio tipológico extensible a las demás.

## Obispados del reino suevo en tiempos de su anexión por los visigodos

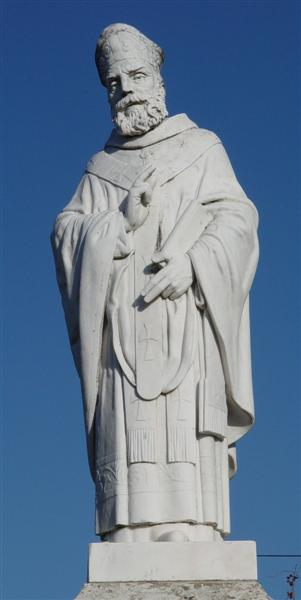
Estatua de Martín de Braga en Braga, Portugal.

La sede metropolitana se encontraba en la ciudad de Bracara Augusta, teniendo como sufragáneos trece obispados:
- Britonia: esta sede fue mencionada por primera vez por las actas del Concilio de Braga, celebrado en 561.
- Lucus Augusti.
- Laniobrense: la basílica de San Martín de Mondoñedo pertenece al municipio de Foz (Lugo, España). Está considerada como la catedral más antigua de España, ya que en el siglo IX fue sede de dos obispados, uno trasladado desde Dumio, en Portugal, y otro trasladado desde Bretoña, en Lugo.[8]

- Iria Flavia: sede episcopal desde el Bajo Imperio y con suevos y visigodos, hasta que Alfonso II trasladó el obispado a Santiago de Compostela.
- Tudae, cuya sede episcopal se documenta desde el siglo V, aunque, según la tradición, fundada por San Pedro de Rates, discípulo de Santiago Apóstol. Al apoderarse Leovigildo del reino suevo, el obispo Neufila es perseguido y depuesto por el rey, quien introduce en la sede al obispo arriano Gardingo.
- Auriensis: en 433, un obispo de Orense fue consagrado en Lugo, aunque en 572 se encuentra la primera noticia al participar el obispo Witimiro en el Concilio de Braga.
- Asturica Augusta: la diócesis de Astorga data del año 254. A mitad del siglo V, el obispo Santo Toribio, que luchó contra la herejía priscilianista y restauró los templos destruidos por el visigodo Teodorico II, trajo de Jerusalén un fragmento de la Santa Cruz, que actualmente se venera en el Monasterio de Santo Toribio de Liébana.
- Dumiun: San Martín de Braga, también conocido como Martín de Dumio o Martín Dumiense, fue un obispo, teólogo y escritor eclesiástico hispano de origen panónico, llamado el «Apóstol de los suevos».
- Portucale: escindida de la diócesis de Braga, actual diócesis de Oporto.
- Lamecum, en la ciudad de Lamego.
- Viseum, en la ciudad de Viseo.
- Conimbriga: en 468, los suevos asaltan la ciudad y destruyen parte de la muralla, siendo trasladada la sede a Aeminium, actual Coímbra.
- Egitania (Civitas Igaeditanorum): trasladada en 1199 a Guarda.